# Nicromite
La nichromite è un minerale molto raro non ritenuto valido dall'IMA perché la sua descrizione è stata pubblicata prima dell'approvazione. Appartiene al supergruppo dello spinello e in particolare degli ossispinelli, nella cui famiglia occupa un posto nel sottogruppo dello spinello; la sua composizione chimica è (Ni,Co,Fe)(Cr,Fe,Al)2O4.

## Etimologia e storia
La nichromite prende il nome dalla sua composizione: è una cromite ricca di nichel.

## Classificazione
La nona edizione della sistematica minerale di Strunz, valida dal 2001 e aggiornata dall'Associazione Mineralogica Internazionale (IMA) fino al 2009, elenca la magnesioferrite nella classe "4. Ossidi (idrossidi, V[5,6] vanadati, arseniti, antimoniti, bismutiti, solfiti, seleniti, telluriti, iodati)" e nella sottoclasse "4.B Metallo:Ossigeno = 3:4 e simili"; questa è ulteriormente suddivisa in base alla dimensione dei cationi coinvolti, in modo che la magnesioferrite possa essere trovata nella sezione "4.BB Con soltanto cationi di media dimensione" dove insieme a cocromite, cuprospinello, filipstadite, jacobsite, magnesiocoulsonite, magnesioferrite, qandilite, vuorelainenite, zincocromite, cromite, franklinite, gahnite, galaxite, hercynite, magnesiocromite, magnetite, spinello, trevorite, ulvöspinello e coulsonite forma il sistema nº 4.BB.05.
Questa classificazione rimane invariata anche nell'edizione successiva, proseguita dal database "mindat.org" e chiamata Classificazione Strunz-mindat, con l'aggiunta del minerale wernerkrauseite.
Nella Sistematica dei lapis (Lapis-Systematik) di Stefan Weiß la nicromite è elencata nella classe degli "ossidi" e nella sottoclasse degli "ossidi con rapporto metallo/ossigeno = 3:4 (tipo spinello M3O4 e composti correlati)" dove forma il sistema nº IV/B.03 insieme a magnesiocromite, cromite, manganocromite, cocromite e zincocromite.
Anche la classificazione dei minerali di Dana, utilizzata principalmente nel mondo anglosassone, classifica la nicromite nella classe degli "ossidi e idrossidi" e lì nella sottoclasse degli "ossidi multipli". La si trova insieme a cromite, cocromite, manganocromite e zincocromite nel "sottogruppo del cromo" con il sistema nº 07.02.03 all'interno della suddivisione "ossidi multipli (A+B2+)2X4, gruppo dello spinello".

## Abito cristallino
La nicromite cristallizza nel sistema cubico nel gruppo spaziale Fd3m (gruppo nº 227) con la costante di reticolo a = 8,31 Å, oltre ad avere 8 unità di formula per cella unitaria.

## Chimica
La nicromite è composta in percentuale di peso dai seguenti composti: 15,86% ossido di nichel (NiO); 12,49% monossido di cobalto (CoO); 0,40% di ossido di magnesio (MgO); 6,45% di ossido di magnesio (FeO); 12,06% di ossido ferrico (Fe2O3); 7,46% di ossido di alluminio (Al2O3); 45,56% di triossido di dicromo (Cr2O3); 1,13% di biossido di titanio (TiO2).

## Origine e giacitura
La nicromite è un minerale molto raro, oltre che ancora in fase di indagini scientifiche, ed è stato trovato solo a Barberton nella municipalità locale di Mbombela (Sudafrica).